# دينا إمام
دينا إمام منتجة أفلام مصرية أمريكية. تبوأت مكانا صمن لائحة مجلة فارايتي لـ10 منتجين عن أعمالها في عام 2018. تعيش بين القاهرة ومدينة نيويورك.

## المسيرة التعليمية
ولدت إمام في الإسكندرية، مصر، ونشأت في بروكلين، نيويورك. تخرجت من جامعة كولومبيا بدرجة الماجستير في الإنتاج الإبداعي.

## المسار المهني
عملت إمام سابقًا في شبكات باراماونت الإعلامية، مدينة نيويورك، في أبحاث سوق التلفزيون وإدارة الإنتاج.
في عام 2018، تم عرض الفيلم الذي أنتجته بعنوان "يوم الدين"  في مهرجان كان السينمائي بفرنسا،  حيث فاز بجائزة فرانسوا شاليه. كانت هي وشريكها آنذاك، مخرج وكاتب الفيلم، أبو بكر شوقي حاضرين في وقت سابق لرعاية المناسبة. تحصل الفيلم لاحقًا على الاختيار الرسمي لمصر في فئة أفضل فيلم بلغة أجنبية لجائزة الأوسكار لعام 2019. كما شاركت في المؤتمر الصحفي لمهرجان الجونة السينمائي الدولي (GIFF) 2018.
عملت في مهرجان القاهرة السينمائي الدولي السادس والثلاثين كمساعدة للمخرج الفني  وكمنسقة في أيام صناعة مهرجان القاهرة السينمائي 2019 حول موضوع "هل هناك حياة بعد الإنتاج المشترك؟".

## فيلموغرافيا
| عام  | فيلم         | دور  | ملاحظات   | المرجع.       |
| ---- | ------------ | ---- | --------- | ------------- |
| 2018 | يوم الدين    | منتج |           |               |
| 2015 | أقوال الغبار | منتج | فيلم قصير | [ 14 ] [ 15 ] |

## روابط خارجية
- دينا امام على شجونه
- دينا إمام على LinkedIn